# Antonino Ragusa
Antonino Ragusa (Messina, 27 de março de 1990) é um futebolista profissional italiano que atua como meia-atacante.

## Carreira
Antonino Ragusa começou a carreira no Treviso.